# Anthuridae
Anthuridae (лат.) — семейство мелких морских равноногих раков (Isopoda).

## Описание
Тело в 10—15 раз длиннее ширины, у самцов редко более вытянутое (перейонит 7 шире длины, намного короче перейонита 6). Плеониты 1—5 вместе не более чем вдвое длиннее ширины, слиты; без краевых плюмозных волосков на плеональных эпимерах или задних границах плеонитов 4 и 5. Жгутик антенны 2, состоящий менее чем из 10 члеников, короче стебелька. Ротовые части не выдаются вперёд. Мандибула компактная и со слабозазубренным поперечным резцом. Конечный членик максиллипеда, достигающий 3-го членика, либо отсутствует, либо утрачен; членик широкий (примерно вдвое длиннее ширины), с 5 свободными члениками или с 2 или более сросшимися члениками. Перейоподы 2 и 3 карпуса не развиты или слабо развиты постеродистально; проподус только с заднебоковой прочной ножкой. Проподусы перейоподов 4—7 проподус только с постеродистальной прочной сета. Переиопод 7 проподуса без переднебороздчатых зубчатых волосков. Экзопод плеопода 1 оперкулиформный одиночный. Статоцисты парные. Найдены во всех океанах.

## Классификация
На май 2024 семейство включает более 25 родов.
- Amakusanthura Nunomura, 1977
- Anthura Leach, 1814
- Apanthura Stebbing, 1900
- Apanthuroides Menzies & Glynn, 1968
- Apanthuropsis Poore & Lew Ton, 1985[5]
- Caenanthura Kensley, 1978
- Cetanthura Kensley, 1982
- Chelanthura Poore & Bardsley, 1990[6]
- Cortezura Schultz, 1977
- Cyathura Norman & Stebbing, 1886
- Exallanthura Kensley, 1980
- Haliophasma Haswell, 1881
- Indanthura Pillai & Eapen, 1966
- Leipanthura Poore, 2009[7]
- Malacanthura Barnard, 1925
- Mesanthura Barnard, 1914
- Nemanthura Wägele, 1981
- Notanthura Monod, 1927
- Pendanthura Menzies & Glynn, 1968
- Pilosanthura Wägele, 1989[8]
- Ptilanthura Harger, 1878
- Quantanthura Menzies & George, 1972
- Sauranthura Poore & Kensley, 1981
- Skuphonura Barnard, 1925
- Stygocyathura Botosaneanu & Stock, 1982
- Tinggianthura Chew, Rahim & bin Haji Ross, 2014[3]
- Apanthuretta Wägele, 1981